# Обёрточная лицензия
Обёрточная лицензия (не офиц.) — разновидность лицензионного договора о предоставлении права пользования произведением (регулируется ст. 1286 ГК РФ), которая помещается на упаковку (обертку) программного обеспечения ЭВМ. Покупая программу лицо конклюдентным действием соглашается с условиями лицензии. Согласно пункту 5 статьи 1286 ГК РФ в настоящее время применяется только для программных продуктов.
Обёрточную лицензию, как правило, помещают под прозрачную плёнку на упаковке, а если на упаковке не хватает места, то лицензия кладётся внутрь, а на упаковке делается специальное уведомление о наличии лицензии. Если в первом случае покупатель способен самостоятельно ознакомиться с условиями лицензии, то во втором случае о них должен рассказать продавец. Приобретение и/или вскрытие упаковки считается конклюдентным действием, подтверждающим согласие с условиями договора.
Термин «обёрточная лицензия» обозначает лишь специальный способ её размещения, в то время как содержание лицензии должно отвечать общим требованиям законодательства к лицензионным договорам. В частности, обёрточная лицензия должна содержать (п6. ст. 1235 ГК РФ):
— предмет договора путём указания на результат интеллектуальной деятельности или на средство индивидуализации, право использования которых предоставляется по договору;
— указание на номер и дату выдачи патента или свидетельства о праве интеллектуальной собственности на предмет лицензии;
— способы использования результата интеллектуальной деятельности или средства индивидуализации. То есть — тот объём прав, который передаётся новому владельцу программы ЭВМ.
Следует помнить, что в лицензии может быть указана территория, в пределах которой допускается использование данного продукта (п.3 ст. 1235 ГК РФ). Поскольку Гражданский Кодекс РФ действует только на территории России, то в случаях отсутствия таких указаний, продукт может быть использован только в пределах границ Российский Федерации.
Также важно помнить, что в обёрточной лицензии может быть указан срок её действия, по истечении которого права нового владельца продукта прекращаются. Если такой срок не указан в условиях договора, то лицензия считается выданной на 5 лет с момента приобретения продукта (п. 4 ст. 1235 ГК РФ).